# 韋厄拉鎮區 (愛荷華州索克縣)
韋厄拉鎮區（英語：Viola Township）是位於美國愛荷華州索克縣的一個行政鎮區。

## 地方資料
根據2010年美國人口普查的數據，韋厄拉鎮區的面積為91.83平方千米，當中陸地面積為89.52平方千米，而水域面積為0.31平方千米。當地共有人口539人，而人口密度為每平方千米5.87人。